# Дом-монстр (Гонконг)

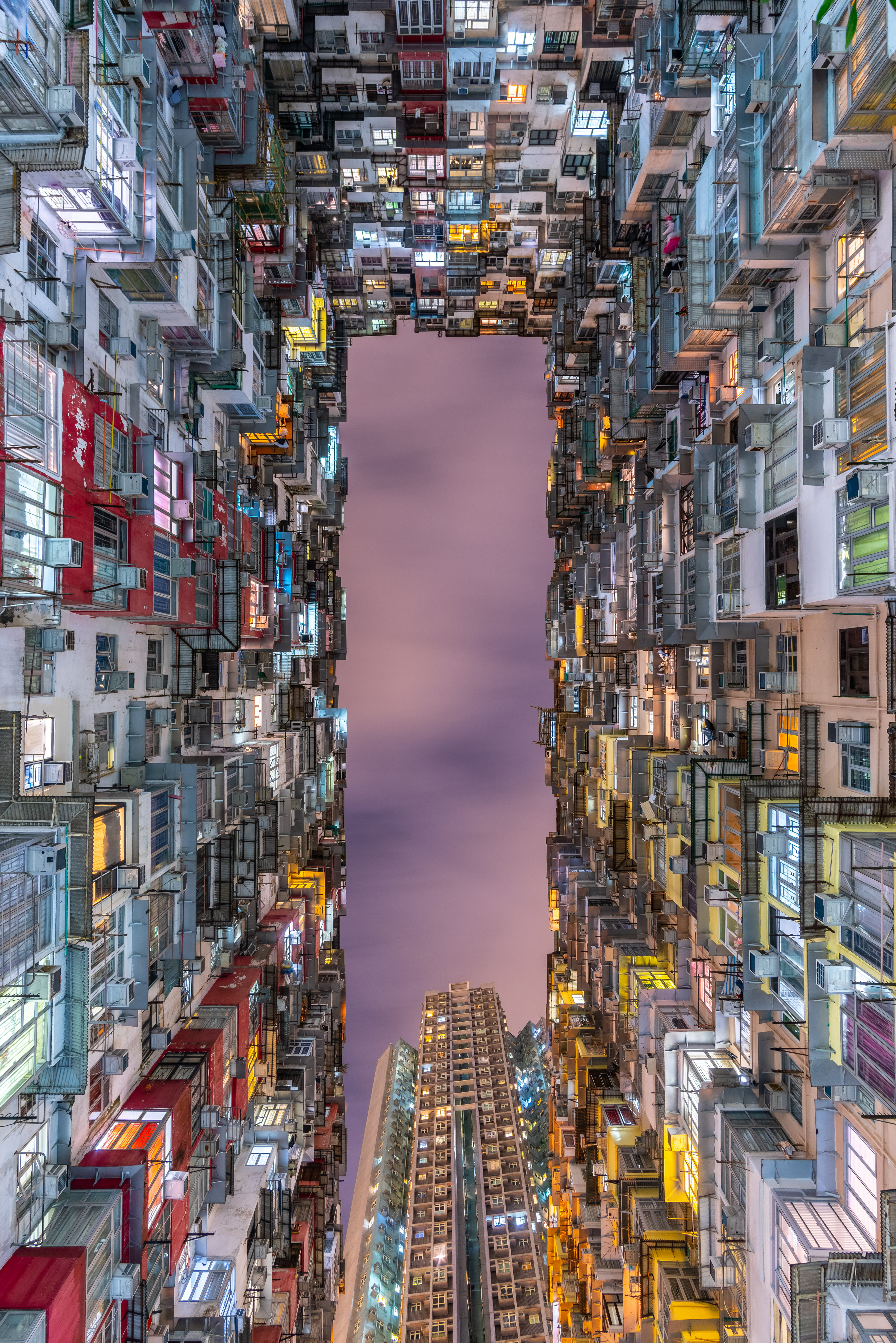
Взгляд вверх

Дом-монстр, Здание-монстр (怪獸 大廈, Jyutping: gwaai3 sau3 daai6 haa6; пиньинь : Guàishòu dàshà) представляет собой систему из пяти взаимосвязанных зданий в заливе Кварри, Гонконг. Это популярное место для фотосъемки, которое использовалось в качестве вдохновения для нескольких съемочных площадок.

## История и характеристики
Жилой комплекс был построен в 1960-х годах и назывался Baakgaa Sancyun (百 嘉 新邨; Pinyin : Bǎijiā Xīncūn), а затем был продан. В 1972 году жилой квартал был разделен на пять блоков: здание Фук Чонг (福昌 樓), особняк Монтане (海山 樓), особняк Океаник (分別 為 海景 樓), здание Йик Чонг (益昌 大厦) и здание Йик Фат (益發 大廈). Пять блоков состоят из 2243 квартир и могут вместить 10 000 человек. На улице есть магазины. Самое высокое здание — особняк Океаник, с 18 этажами. Поскольку это такое плотное жилое пространство, его трудно снести или перестроить.
Это место пользуется популярностью у туристов, поэтому местные жители разместили предупреждающие знаки, запрещающие фотографировать. Здесь снимались такие фильмы как «Трансформеры: Эпоха истребления» и «Призрак в доспехах».

## Галерея

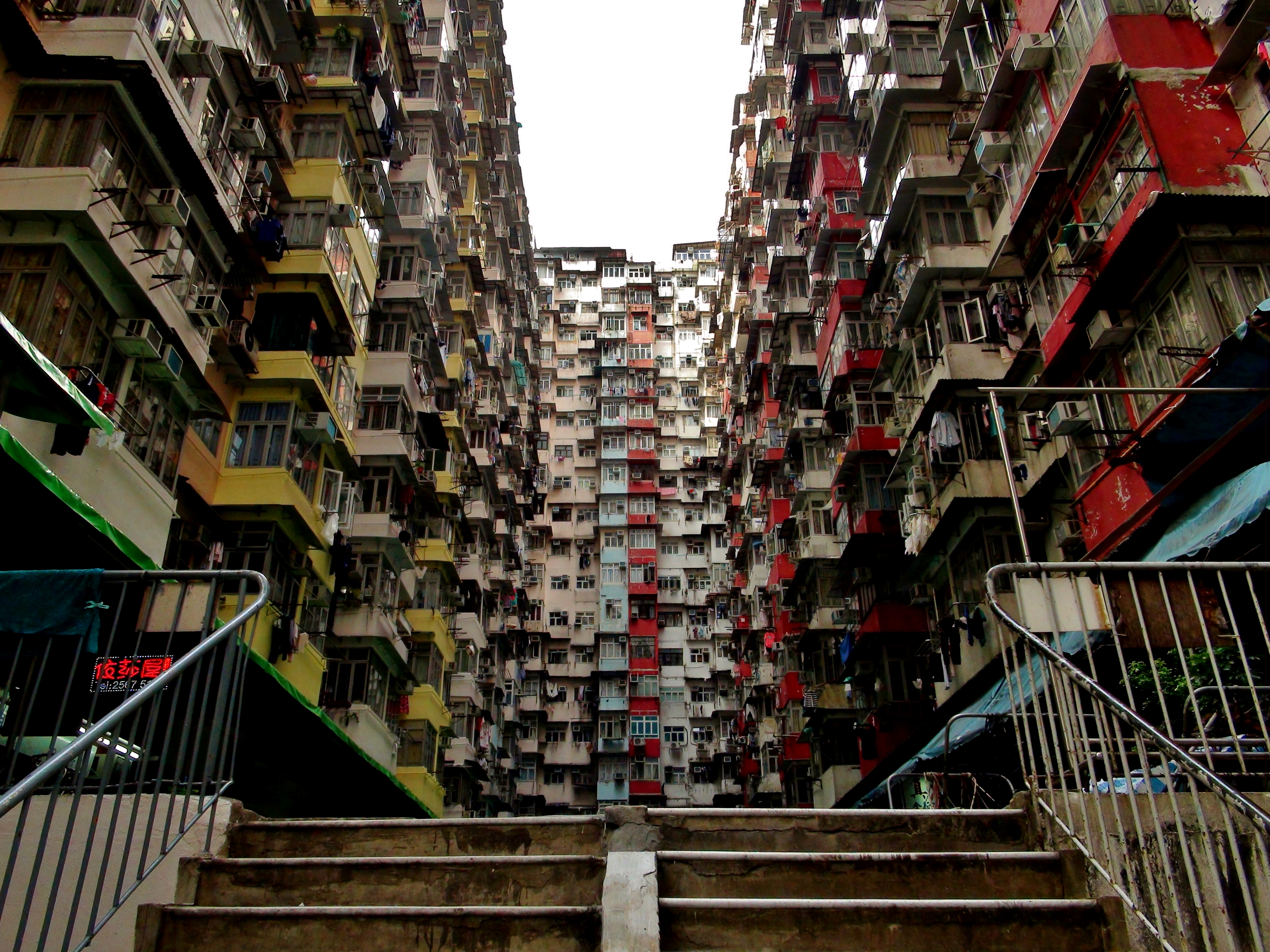
Здание Йик Чонг (слева, в центре) и здание Йик Фат (справа)
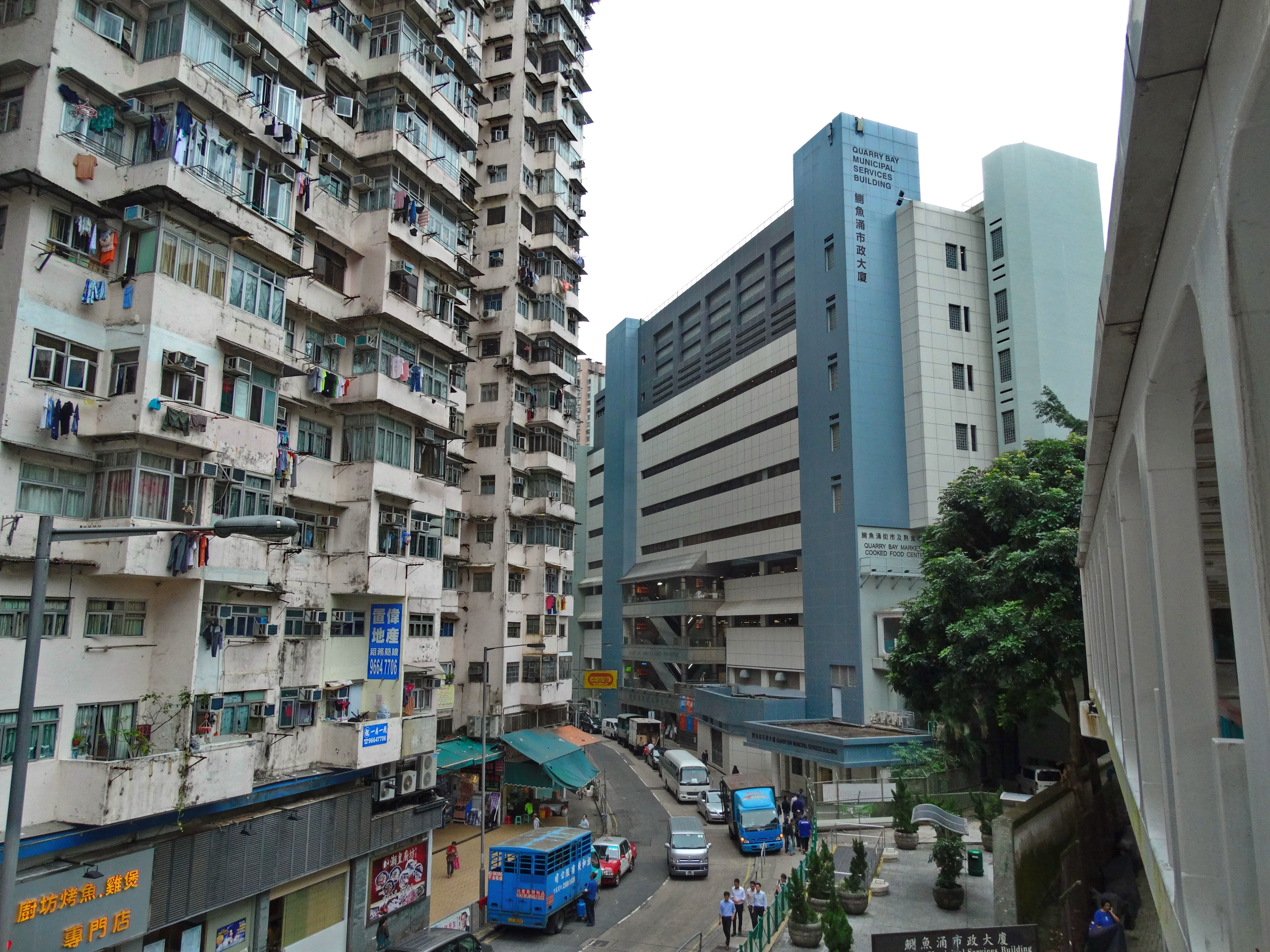
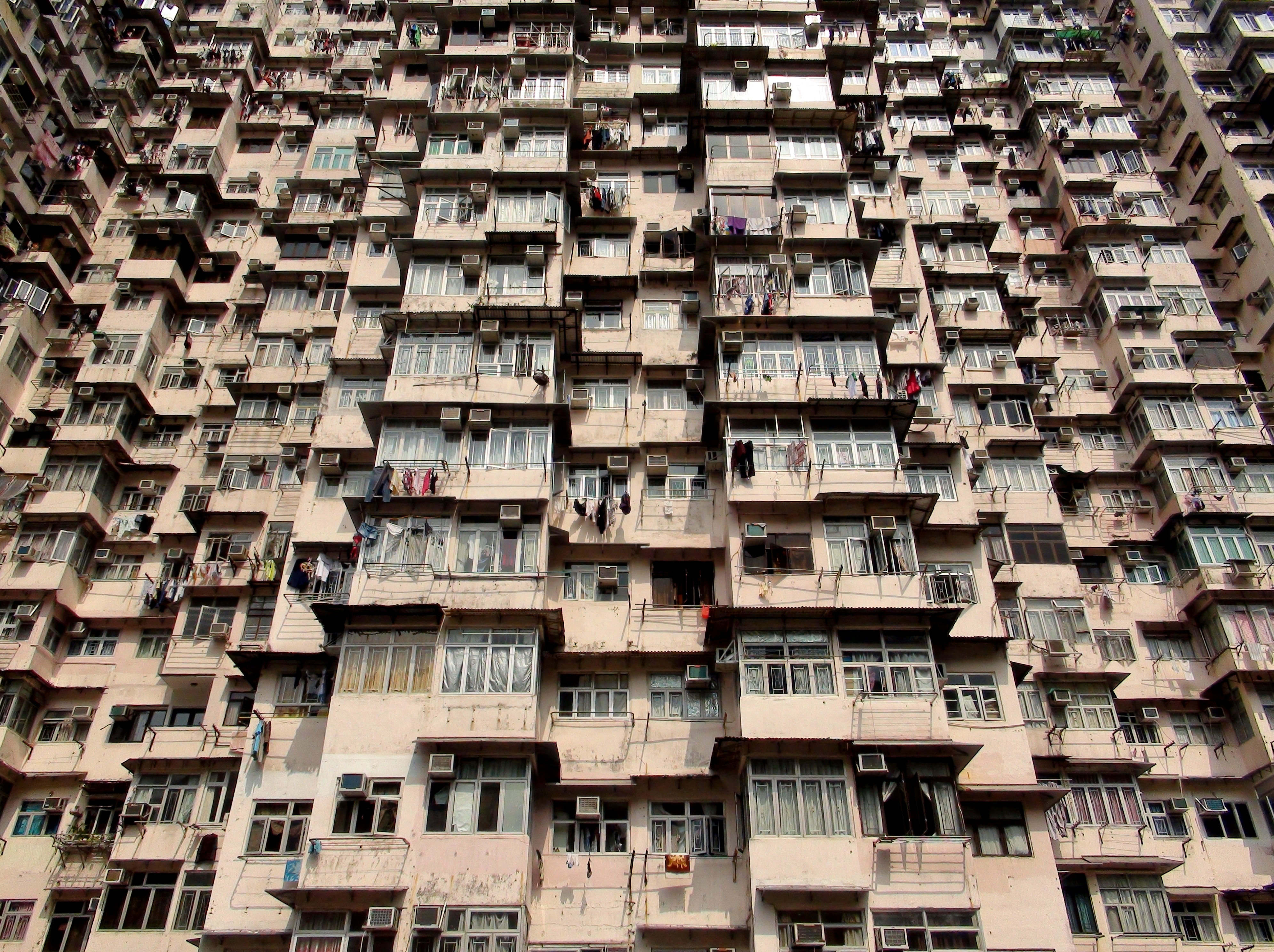
Особняк Монтане